# Remote Installation Services
Remote Installation Services (RIS) — компонент серверных операционных систем компании Microsoft для удаленной установки операционных систем семейства Windows 2000/XP/2003 посредством локальной сети. RIS содержит следующие компоненты: Boot Information Negotiation Layer (BINL), Trivial File Transfer Protocol Daemon (TFTPD) и Single Instance Store (SIS). Для своей работы также используется Dynamic Host Configuration Protocol. Для Windows Vista и последующих версий ОС роль RIS исполняют службы развёртывания Windows.

## Принцип работы
Удаленный компьютер, оснащенный сетевым адаптером с поддержкой Pre-Boot eXecution Environment (PXE), посылает в сеть запрос о присвоении IP адреса. Сервер DHCP сообщает адрес и дополнительно сообщает адрес TFTP сервера и необходимый загрузочный файл. Получив эту информацию, клиентский компьютер загружает исполнительный файл с TFTP и передает ему управление.
На первом этапе загружается мастер OS Chooser, который в зависимости от настроек запрашивает имя пользователя и пароль (пользователь, обладающий правами регистрации компьютера в домене), имя компьютера, а также устанавливаемую операционную систему. После получения всех необходимых параметров формируется файл ответов и начинается процесс установки.